# Rétsági kistérség
A Rétsági kistérség egy kistérség volt Nógrád megyében, központja Rétság volt. 2014-ben az összes többi kistérséggel együtt megszűnt.

## Települései
- Alsópetény
- Bánk
- Berkenye
- Borsosberény
- Diósjenő
- Felsőpetény
- Horpács
- Keszeg
- Kétbodony
- Kisecset
- Legénd
- Nagyoroszi
- Nézsa
- Nógrád
- Nógrádsáp
- Nőtincs
- Ősagárd
- Pusztaberki
- Rétság
- Romhány
- Szátok
- Szendehely
- Szente
- Tereske
- Tolmács

## Demográfia
A térségben a megye, illetve az ország nagy részéhez hasonlóan népességfogyás volt tapasztalható. A lakosság maximális száma kb. 28000 fő volt az 1980-as években, azóta folyamatosan csökkent. A térségben 3 nagyobb létszámú kisebbség volt található: németek, szlovákok, romák.
Rétság központi szerepe csak a 20. század második felében erősödött meg, ennek egyik oka a volt laktanya létrejötte. Népességbeli fölényét is ekkor érte el a település. A 2010-es években Rétság volt a legnépesebb, azonban alig előzte meg Diósjenőt vagy Nagyoroszit.
A kistérség többi 24 települése egyenletesen helyezkedik el a területen belül, a települések lakossága nagyrészt 1000 fő alatti, 5 község lakossága az 500 főt sem éri el.
Az alapfokú iskolázottság terén a térség nem maradt el az országos átlagtól, azonban a felsőfokú végzettségek terén nagy elmaradás volt tapasztalható. Ez magyarázható a helyben nem megoldott képzésekkel.
| Népesség          | 1980  | 1985  | 1990  | 1995  | 2000  | 2003  |
| ----------------- | ----- | ----- | ----- | ----- | ----- | ----- |
| Lakónépesség (fő) | 26988 | 26192 | 25397 | 25787 | 25655 | 25892 |
| 0-19 évesek (fő)  | 7710  | 7239  | 6876  | 6714  | 6032  | 5798  |
| 20-39 évesek (fő) | 8059  | 7674  | 7388  | 7322  | 7211  | 7379  |
| 40-59 évesek (fő) | 6824  | 6627  | 6405  | 6747  | 7142  | 7247  |
| +60 évesek (fő)   | 4395  | 4652  | 4728  | 5004  | 5270  | 5474  |

## Fekvése

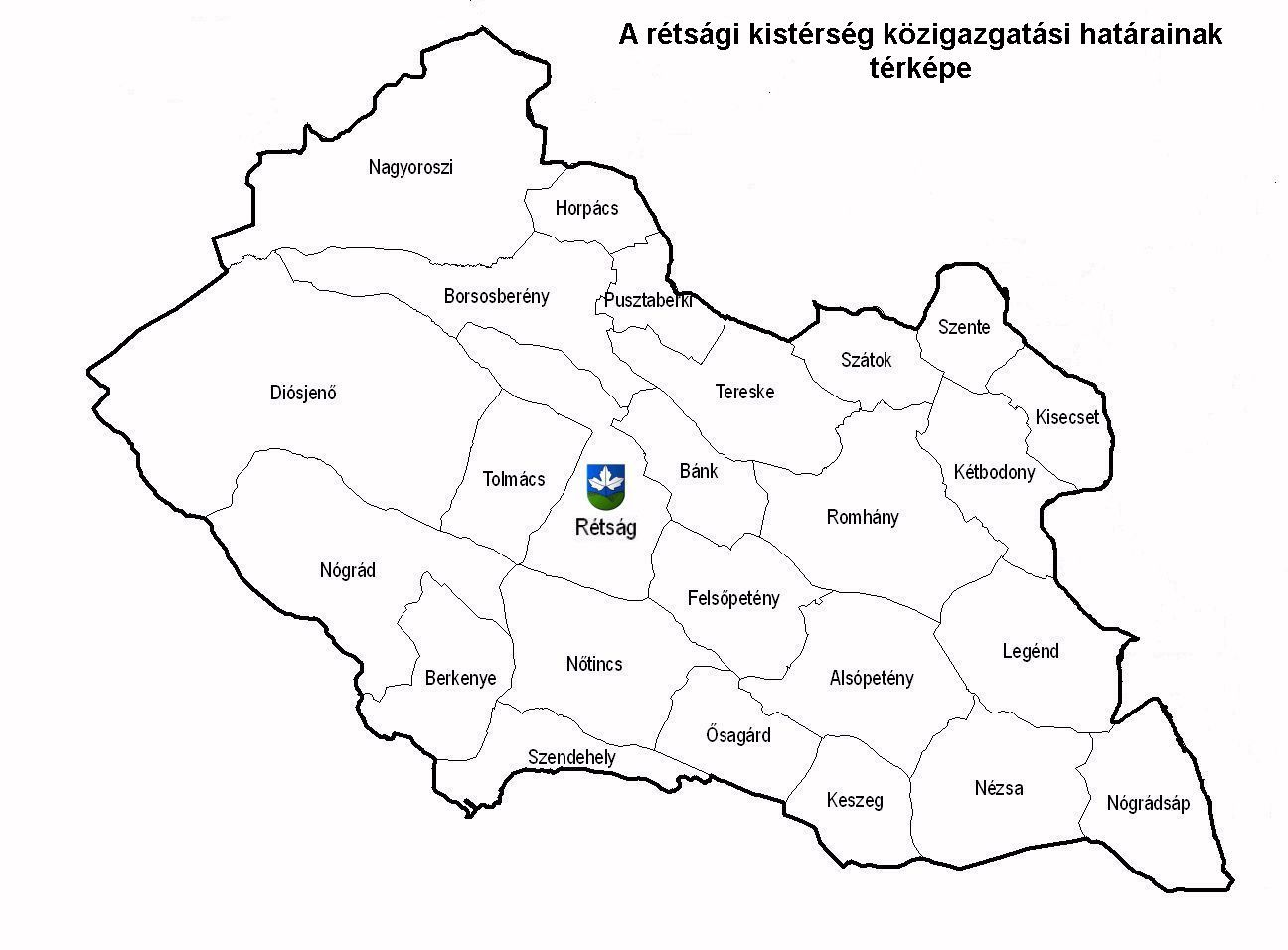
A kistérség közigazgatási határainak pontos térképe 2005-ben

A kistérség Pest megyével határos Nógrád megye nyugati részén volt található, területe 435 km² volt. A kistérség 25 településből állt, a lakosság a 2001-es adatok szerint 25 508 fő volt. Névadó települése a Nógrádi-medence központja, Rétság. A térség viszonylag ritkán lakott, a települések szétszórtan helyezkednek el, a falvak lakossága nagyrészt 1000 fő alatti. A területen áthalad a 2-es számú (E77) -európai- főútvonal. A terület arculatát a Cserhát dombjai, a Naszály és a Börzsöny határozzák meg.
Szomszédos kistérségek:
- Balassagyarmati kistérség (Nógrád megye)
- Váci kistérség (Pest megye)
- Szobi kistérség (Pest megye)

## Gazdaság
A mezőgazdaságban dolgozók aránya messze elmarad az országos átlagtól, ez magyarázható a kedvezőtlen földrajztudományi adottságokkal. Ez alól 3 település képez kivételt: Nőtincs, Felsőpetény és Szátok. A lakosság többi része nagyrészt az iparban dolgozik (nagyobb arányban, mint az ország egyéb területein.) A dolgozók nagy része ingázni kényszerül, mivel helyben kevés a munkalehetőség. A szolgáltató szektorban dolgozók aránya is rosszabb az országos átlagnál, egyes területeken a dolgozók 30%-át sem teszi ki.

## Története

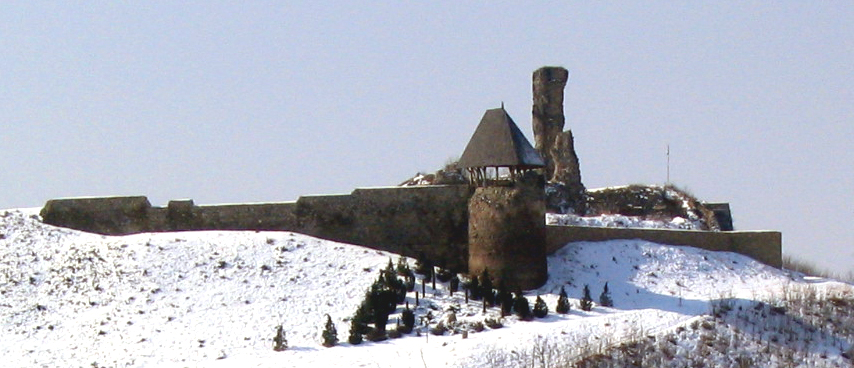
A megyének nevet adó nógrádi vár

A térség évezredek óta lakott, ezt a területen talált régészeti leletek is bizonyítják, történelmi, építészeti, kulturális és néprajzi értékekben rendkívül gazdag. A falvakban számos helytörténeti kiállítás található, a térség a palóc, szlovák, sváb etnikum révén hagyományokban gazdag, napjainkban ezeket a hagyományokat próbálják feléleszteni. A változatos táj, a hegyek, tavak napjainkra fellendítették a turizmust. A területen az évszázadok során rengeteg háború játszódott, többször szinte teljesen elnéptelenedett, de mindig újra és újra benépesült. A térség gazdaságát mindig meghatározta a főváros és Szlovákia közelsége.

## Nevezetességei
A térségben több faluban helytörténeti kiállítás található, a megyének nevet adó nógrádi vár is itt áll.
A változatos táj rengeteg kirándulási lehetőséget kínál a Börzsöny hegység, a Cserhát és Naszály hegy révén. A Nőtincsi-, Bánki-, Kétbodonyi- és Diósjenői-tavak is számos kikapcsolódási lehetőséget kínálnak.

## Külső hivatkozások
- Rétsági linkgyűjtemény
- Nógrád megye linkgyűjtemény

Táblázat forrása:nepinfo.hu